# Gottfried Gymnich
Johann Gottfried Gymnich (* 26. Oktober 1772 in Niederembt; † 10. März 1841 in Köln):489 war ein Advokat und preußischer Verwaltungsbeamter. Als Landrat verwaltete er von 1816 bis 1835 den Landkreis Köln.

## Leben
Gottfried Gymnich war der Sohn des Gutsbesitzers Christian Gymnich und der Ursula, geb. Eiffeler. Nach seinem Studium an der Universität zu Köln, ließ er sich dort als Advokat nieder. Mit dem Übergang des Rheinlandes an Preußen, und dessen Aufteilung in neue Verwaltungsbezirke, berief der neue Landesherr ihn im April 1816 zum ersten Landrat des Landkreises Köln. Nach 19 Dienstjahren wurde Gymnich mit Allerhöchster Kabinettsorder (AKO) vom 28. Mai 1835 pensioniert. Sein Amt legte er zum 1. August 1835 nieder.:490
Familie
Der Katholik Gottfried Gymnich heiratete am 27. Oktober 1808 in Bachem Elise Auguste Marie Anne Friederike Gräfin Geldern zu Arcen (* 14. September 1775 in Mannheim; † nach 1841), die Tochter des Grafen Friedrich von Geldern und der Friederike, geb. von Steinen.:489